# Browar

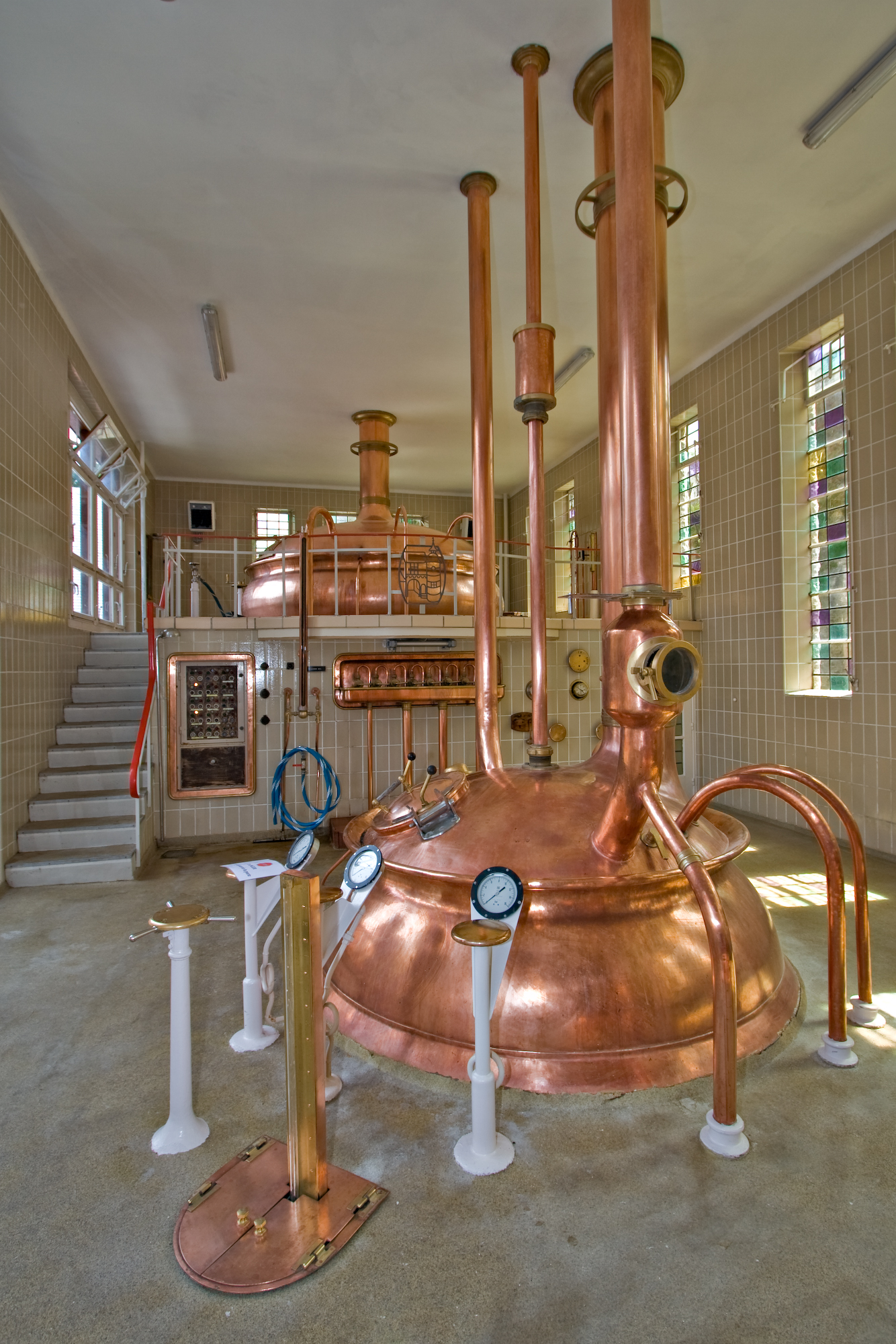
Kadź browarnicza, Rochefort Trappist Brewery, Belgia

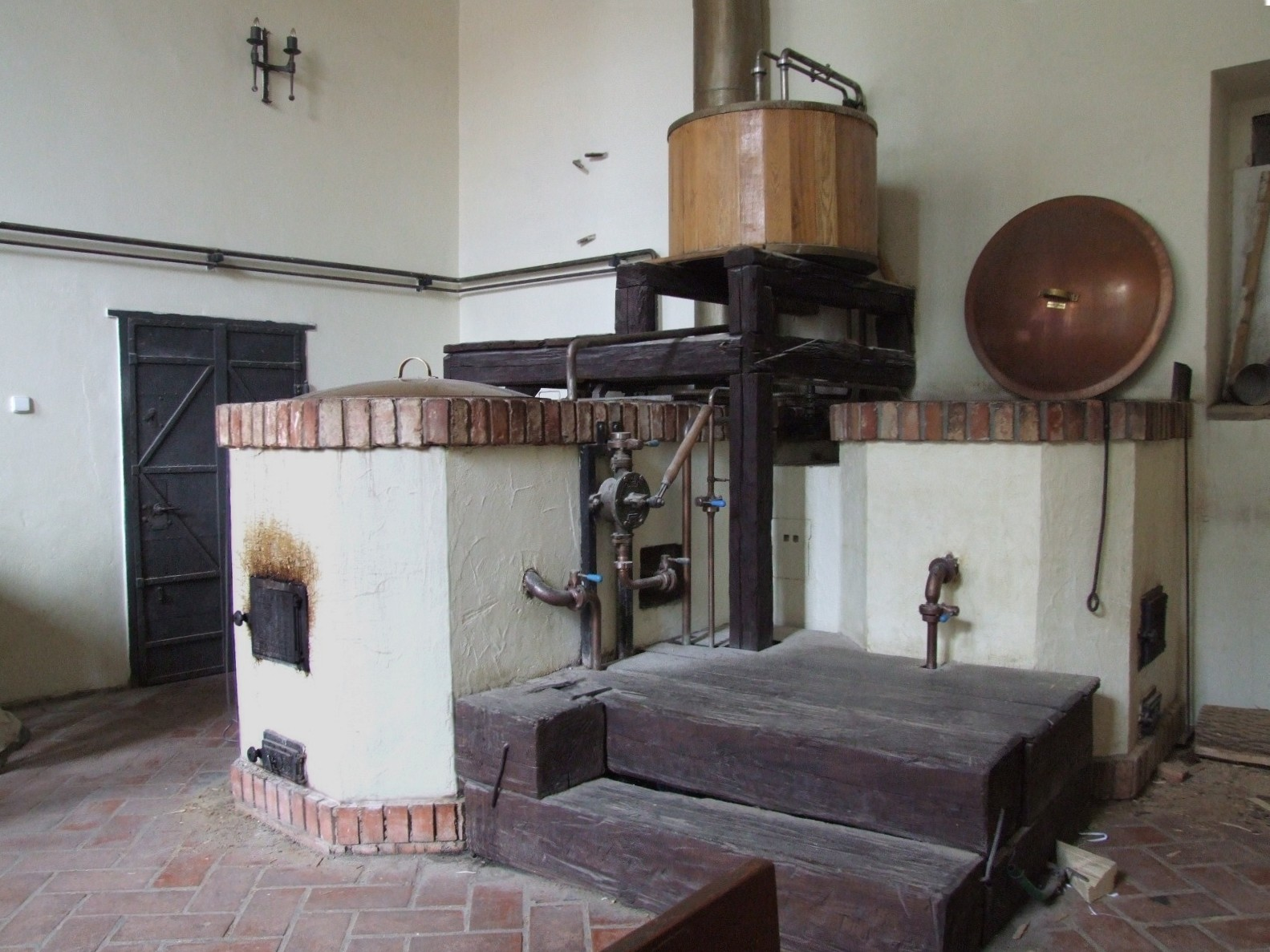
Urządzenia browaru z końca XIX w., Muzeum Piwa w Dětenice, Czechy

Browar – zakład produkcyjny, w którym wytwarzane jest piwo, czyli napój powstały ze słodu, wody i chmielu poddany fermentacji alkoholowej przy użyciu drożdży. 
Pierwsze browary organizowano ok. 1000 roku w klasztorach. Najstarszym działającym browarem jest Weihenstephan w bawarskim Freising (od 1040). W miarę sekularyzacji od XIX wieku powstawały browary o charakterze przemysłowym, z samodzielnymi zabudowaniami fabrycznymi.

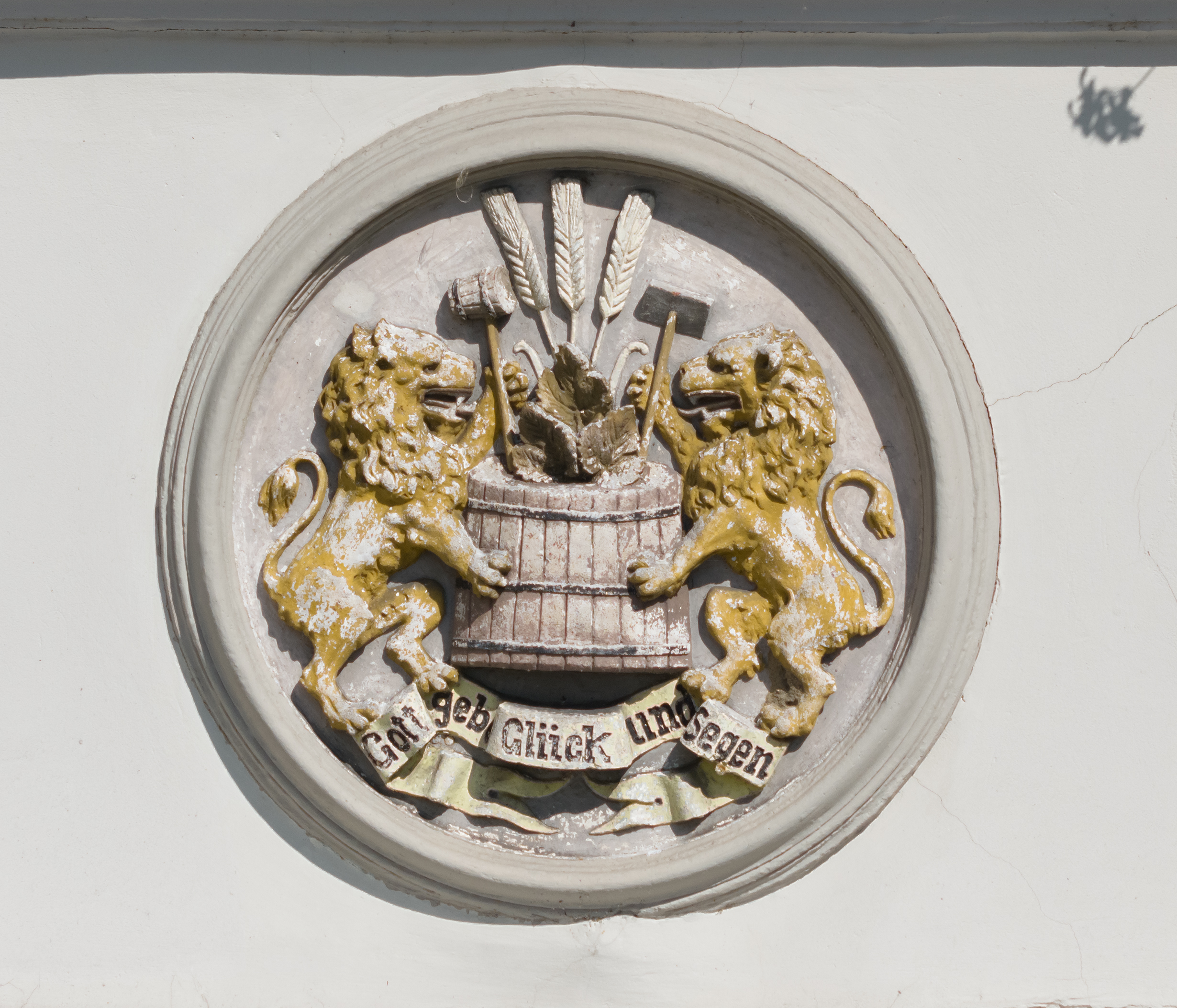
Herb browaru w Dusznikach-Zdroju

- słodownia
- warzelnia piwa
- fermentownia
- leżakownia
- filtracja
- dział BBT
- rozlewnia (obciąg)

.